# إريك باوتشر
اريك باوتشر (بالفرنسية: Éric Boucher)‏ (1 ديسمبر 1958 فرنسا - ) هو لاعب كرة قدم فرنسي، يلعب كمدافع، لعب 163 مباراة وسجل 3 أهداف.

## مسيرته

### مسيرته مع الأندية
- 1977 - 1983 لعب مع جيروندان بوردو 4 مباريات.
- 1983 - 1986 لعب مع أولمبيك ليون 96 مباراة.
- 1986 - 1988 لعب مع نادي نيور 63 مباراة سجل خلالها 3 أهداف.

## روابط خارجية
- اريك باوتشر على موقع قاعدة بيانات كرة القدم.إي يو (الإنجليزية)